# Heinz-Rudi Müller

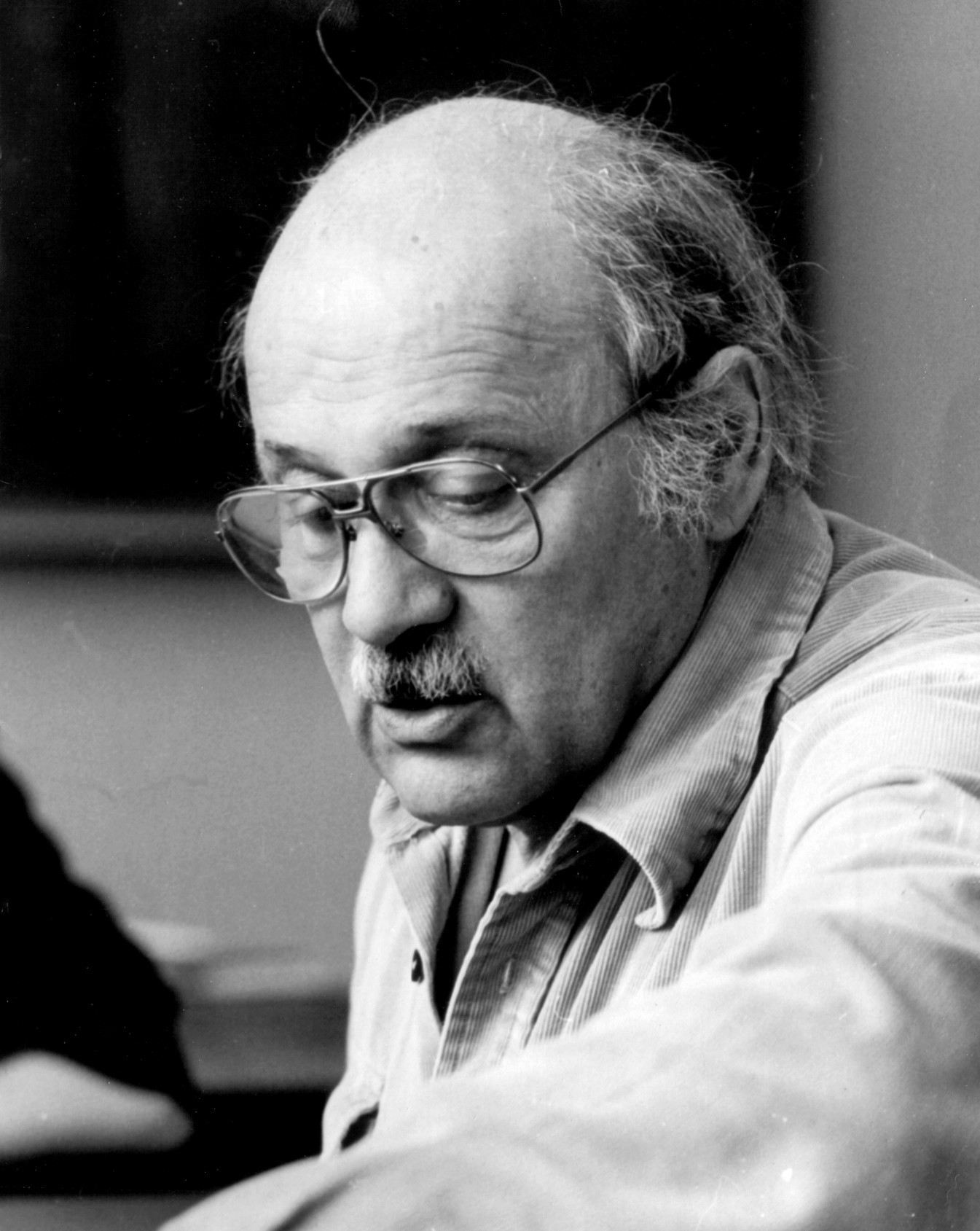
Heinz-Rudi Müller, 1980

Heinz-Rudi Müller (* 30. Oktober 1919 in Guben, Niederlausitz; † 22. Juni 2005 in Hofheim am Taunus) war ein deutscher Maler.

## Leben und Wirken
Heinz-Rudi Müller wuchs in Schneidemühl auf. Er besuchte das humanistische Gymnasium, das er aber noch vor dem Abitur abbrach, um an der Werkkunstschule Stettin zu studieren. Damit kam er einer geplanten Regelung zuvor, die nur noch Absolventen einer Handwerksausbildung das Kunststudium erlaubte. Er studierte von 1935 bis 1939 bei Vincent Weber und Kurt Schwerdtfeger, beide ehemalige Bauhausschüler. 1939 legte er die Abschlussprüfung in Entwurf, Zeichnen und Malen mit „sehr gut“ ab. Wegen angeblicher „Entartung“ wurde eine Aufnahme in die Reichskulturkammer abgelehnt, was praktisch einem Berufsverbot gleichkam.
Von 1939 bis 1945 war er im Kriegsdienst, unterbrochen durch eine Verwundung und einen Studienurlaub an der Hochschule für Bildende Künste Berlin, u. a. bei Kurt Wehlte. Von 1945 bis 1947 war er in britischer Kriegsgefangenschaft in Ägypten. Dort leitete er eine Theatergruppe.
Nach der Entlassung aus der Kriegsgefangenschaft ließ er sich in Hofheim am Taunus nieder, arbeitete in der Hofheimer Werkkunst und trat dem „Ring Bildender Künstler“ in Wiesbaden bei. Er lernte Hanna Bekker vom Rath kennen, die ihn förderte. Für kurze Zeit betrieb er in Lorsbach eine Stoffdruckwerkstatt. 1948 heiratete er Liselotte Scheller, aus der Ehe gingen drei Söhne hervor. Gemeinsam mit anderen Wiesbadener Künstlern, darunter auch seine Studienkollegin aus Stettin, Christa Moering, gründete er die „Gruppe 50“.
1952 wurde er Lehrer an der Werkkunstschule Wiesbaden, wo sein früherer Lehrer Vincent Weber unterrichtete und ab 1954 deren Leiter war.
Er führte zahlreiche Aufträge für Farbgestaltungen, künstlerische Wand-, Decken- und Bodengestaltungen sowie Mosaikarbeiten an öffentlichen Gebäuden aus, dabei erhielt er auch mehrere erste Preise in Wettbewerben.

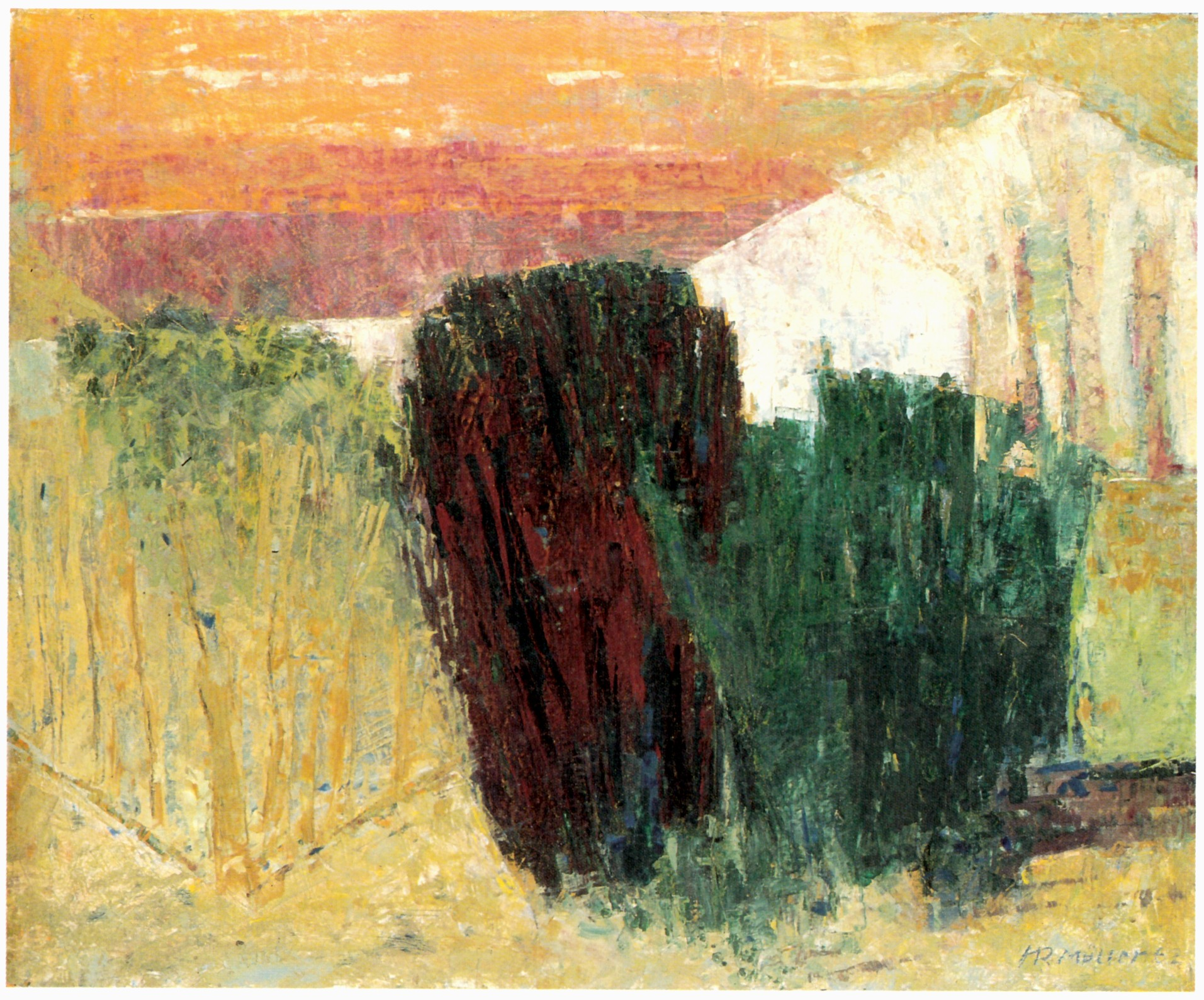
Elba, 1957

1964 wurde er mit voller Stelle in den Schuldienst übernommen, zunächst am Pädagogischen Fachinstitut in Wiesbaden, Fachbereich Kunsterziehung, später an der Fachoberschule für Gestaltung. Außerdem gab er Malkurse an der Volkshochschule.
1972 erwarb er eine alte Ölmühle in Ligurien, in der er in den Sommermonaten eine Malschule betrieb. 1982 wurde er in den Ruhestand versetzt und konnte sich als freischaffender Künstler seinem eigenen Schaffen widmen. Er verbrachte die Sommermonate in Ligurien, wo er eine Atmosphäre und landschaftliche Umgebung fand, die ihn beim Malen inspirierte. Er trat in dieser Zeit auch der Hofheimer Gruppe bei.

## Kunstauffassung

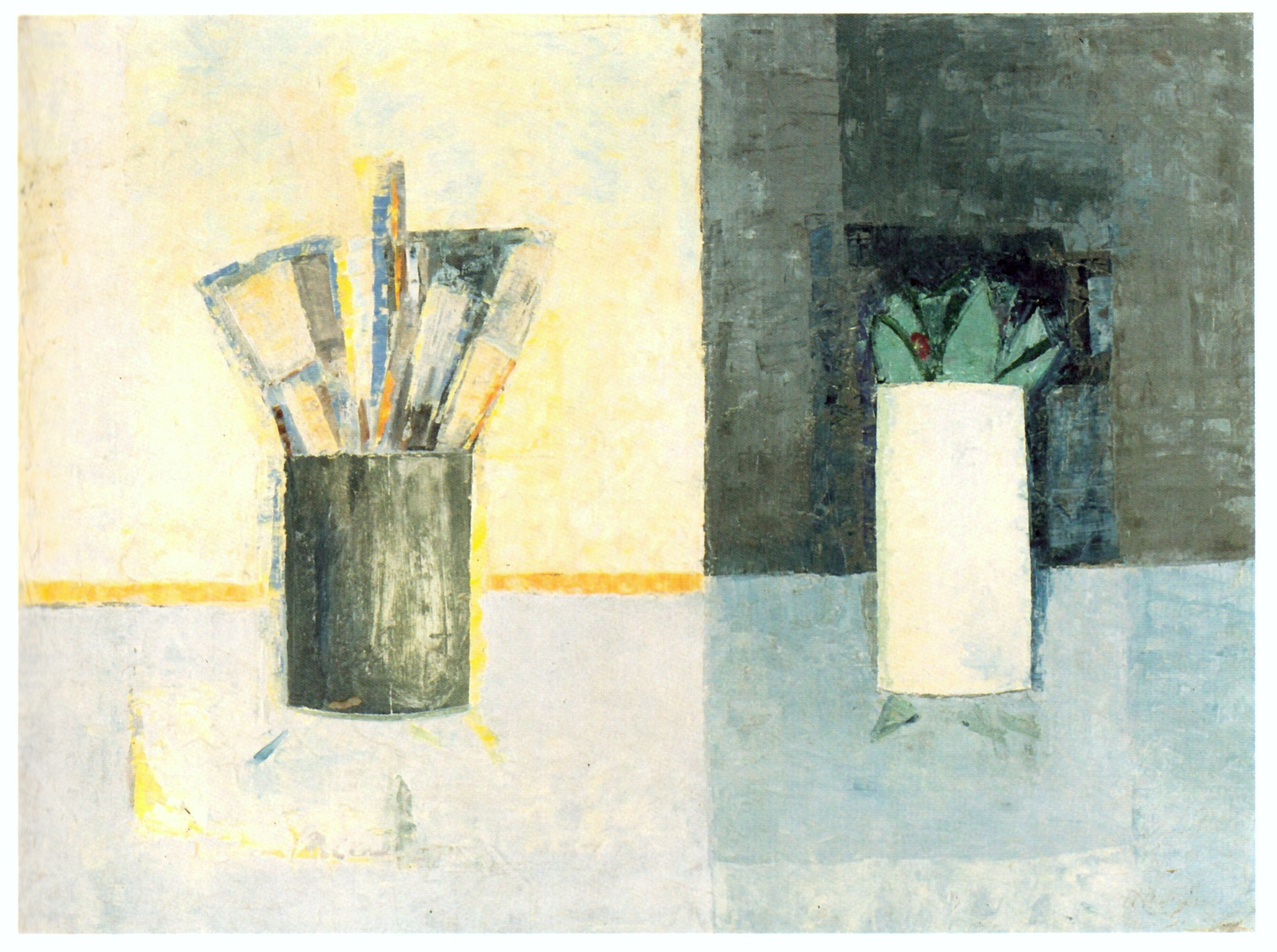
Zwei Töpfe, 1958

Heinz-Rudi Müllers Bilder sind überwiegend gegenständlich. Er betonte aber, dass die Übertragung des Motivs auf die Fläche des Bildes allein den Gesetzen der Kunst folgen müsse. Seine Haltung zu Abstraktion und Gegenständlichkeit wird aus Äußerungen in Ausstellungskatalogen deutlich:

„Sinnvolle Abstraktion heißt, daß ich einen logischen Zusammenhang der Dinge, die ich sehe, zum rechteckigen Format des Bildes suche. Mein Bild soll in sich stimmen und kein Ausschnitt der Natur sein. Die Gesetze der zweidimensionalen Fläche, die Senkrechten und die Waagrechten, die Diagonalen, Dreiecke und der Goldene Schnitt sind Hilfen für die Umwandlung der Natur...“

„Der Maler sucht Gegensätze und rhythmische Beziehungen. Findet er sie nicht in der Natur, muß er sie erfinden. Die Natur bietet Möglichkeiten an, die Entscheidung zur Form trifft der Maler. … 

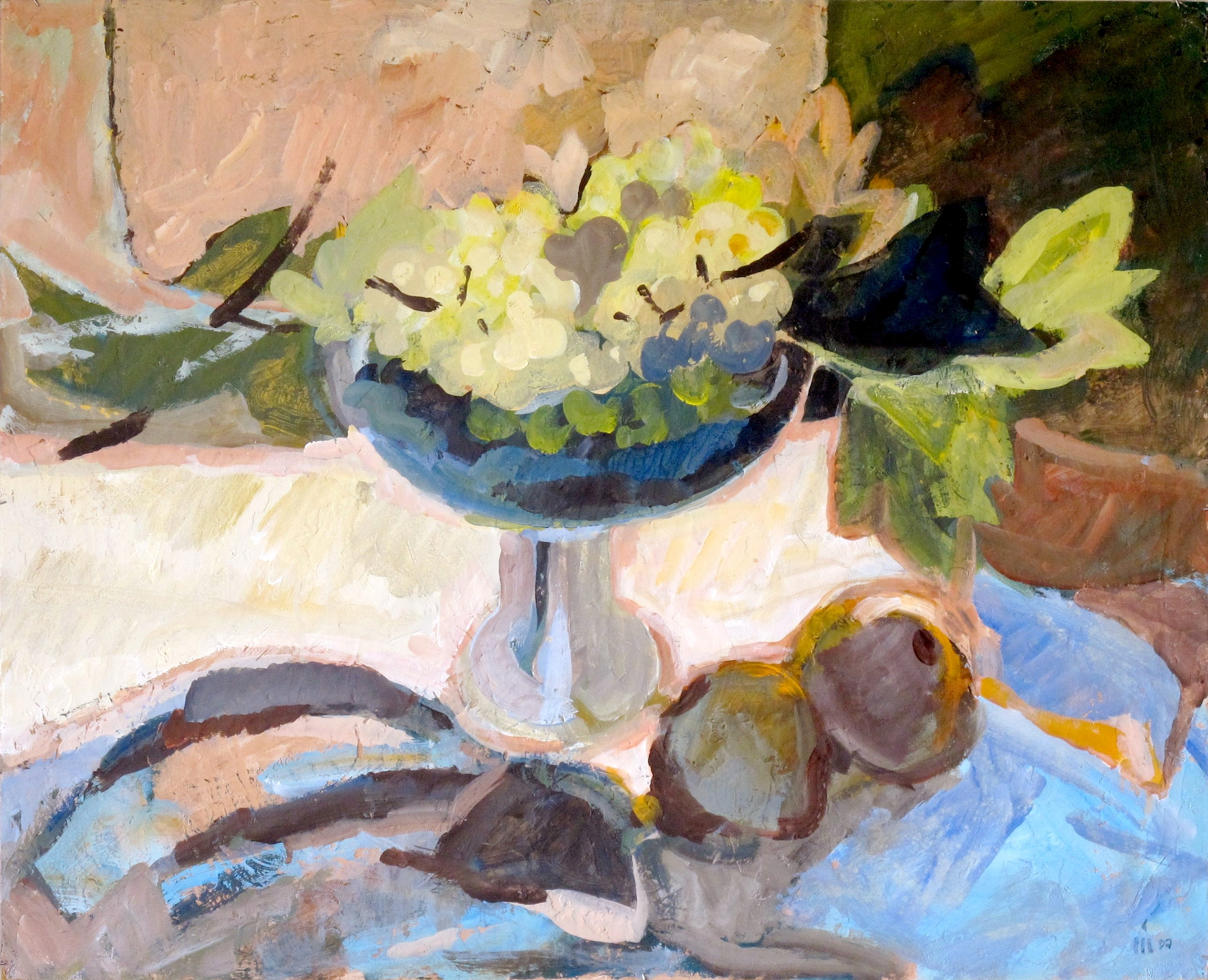
Stilleben mit gelben Trauben, 1997

Nicht das Motiv als solches ist Gegenstand der Kunst, sondern die Art und Weise, wie der Maler daraus Spannung und Harmonie schafft und wie er die Farben zueinander stellt. Dabei kann das unwichtigste Ding zum Künstlerischen Ereignis werden.“

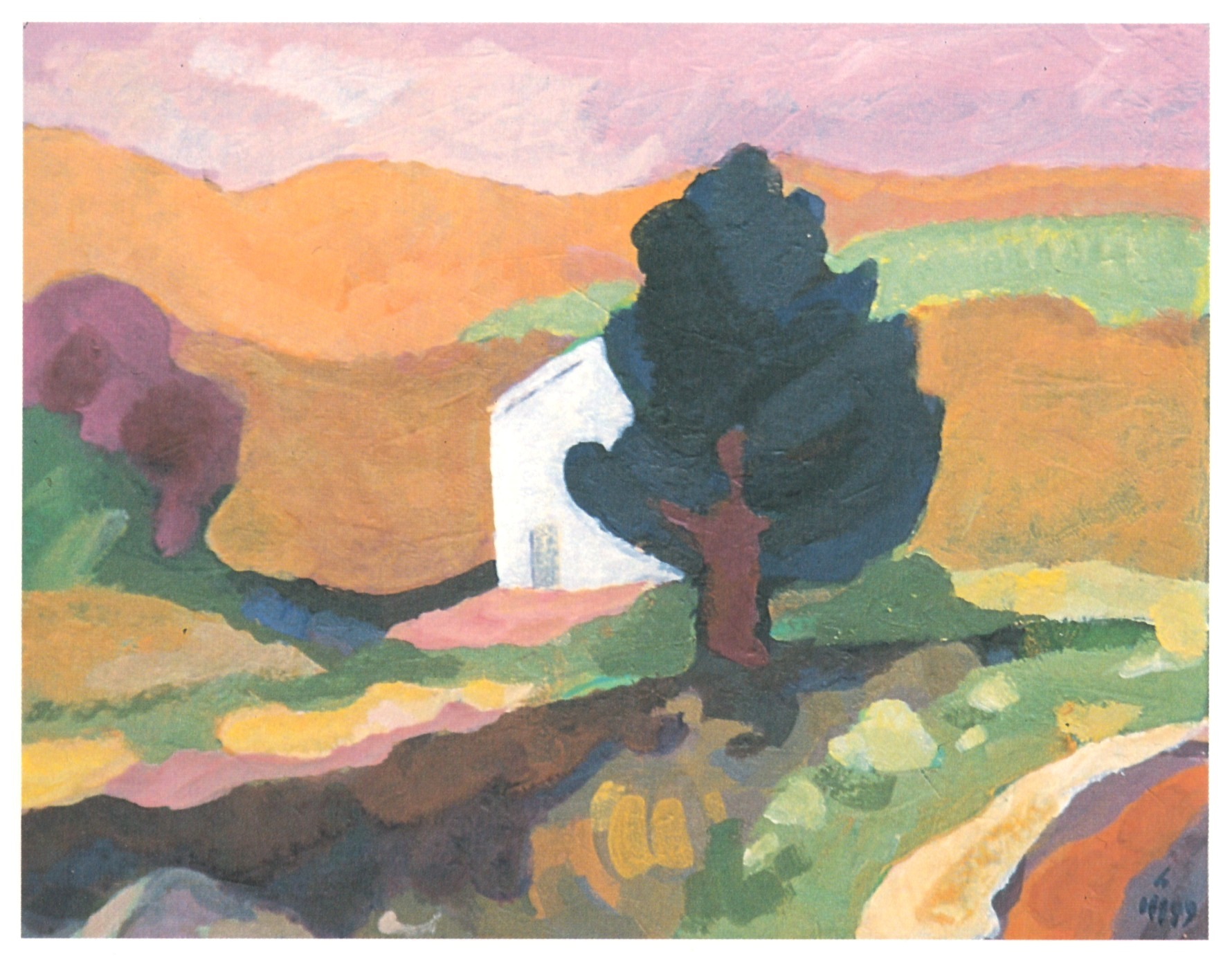
Weißes Haus und schwarzer Baum, 1999

Äußerungen von Kollegen betonen die Bedeutung des Bauhaus-Einflusses sowohl für sein Schaffen als auch für sein Wirken als Lehrer:

„Seine Malerei ist für mich eine Synthese der Auseinandersetzung mit den Gestaltungslehren des Bauhauses und der traditionsreichen Italienbezogenheit deutscher Maler.
Seine mediterranen Landschaftsbilder sind für mich einerseits eine Fortführung der differenzierten, spätimpressionistischen Farbskala eines Vuillard, Bonnard und andererseits in ihrer Bezogenheit auf die Bildfläche und ihrer pastosen Farbmaterialität eine Rückerinnerung an die Wandmalerei der Frührenaissance in Italien.“

„Als Schüler der Bauhauslehrer Vincent Weber und Schwertfeger und stark beeinflusst von Hölzel und Itten hatte er klare Vorstellung von der Ausbildungsszene. Seine Konzeption, die sich vereinfacht ausgedrückt nach Punkt, Linie, Fläche, Hell-Dunkel, Farbkontraste usw. aufgliedert, überzeugte seine Kollegen und wurde zum bestimmenden Faktor. Er beeinflußte die Ausbildung einer ganzen Generation von Kunsterziehern erheblich.“

## Ausstellungen, auch Beteiligungen (Auswahl)
- 1956: Museum Wiesbaden
- 1957: Biennale 57, Paris
- 1957: Künstler des Ostens, Paulskirche Frankfurt
- 1979: Villa Clementine, Wiesbaden
- 1981: Fränkische Galerie, Nürnberg
- 1983: Galerie Christa Moering, Wiesbaden
- 1985: BBK Frankfurt in Peking
- 1987: Bilder und Zeichnungen, Rathaus Hofheim am Taunus
- 1992: 30 Jahre Hofheimer Gruppe, Stadtmuseum Hofheim am Taunus
- 2001: Heinz-Rudi Müller. Gegensätze, Stadtmuseum Hofheim am Taunus[11]